# Hrušica, Ilirska Bistrica
Hrušica este o localitate din comuna Ilirska Bistrica, Slovenia, cu o populație de 258 de locuitori.